# مارثا رايت
مارثا رايت (بالإنجليزية: Martha Wright)‏ هي مغنية أمريكية، ولدت في 23 مارس 1926 في سياتل في الولايات المتحدة، وتوفيت في 1 مارس 2016 في نيوبوريبورت في الولايات المتحدة.

## وصلات خارجية
- مارثا رايت على موقع IMDb (الإنجليزية)
- مارثا رايت على موقع قاعدة بيانات برودواي على الإنترنت (الإنجليزية)